# 基庫基羅縣
2°00′S 30°09′E / 2.000°S 30.150°E

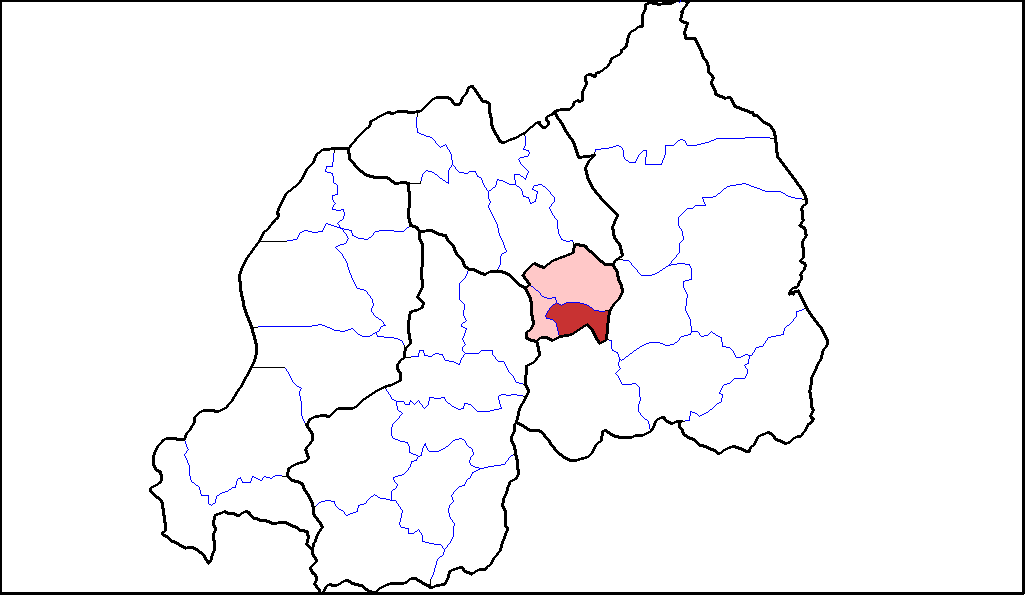

基庫基羅縣（Kicukiro District），是盧旺達的縣份，位於該國中部，由吉佳利負責管轄，首府設於卡加拉馬，面積167平方公里，2012年人口318,564，人口密度每平方公里1,900人。